# Goniochernes goniothorax
Espèce
Synonymes
- Chelifer goniothorax Redikorzev, 1924

Goniochernes goniothorax est une espèce de pseudoscorpions de la famille des Chernetidae.

## Distribution
Cette espèce se rencontre au Mozambique, en Tanzanie, en Ouganda, au Congo-Kinshasa et en Côte d'Ivoire.

## Publication originale
- Redikorzev, 1924 : Pseudoscorpions nouveaux de l'Afrique Orientale tropicale. Entomologicheskoe obozrenie (Revue Russe d'Entomologie), vol. 18, p. 187-200.